# L'Œil du temps
L'Œil du temps (titre original : Time's Eye) est un roman de science-fiction écrit par Arthur C. Clarke et Stephen Baxter, publié en langue originale en 2003 puis traduit et publié en France en 2010. C’est le premier tome de L'Odyssée du temps,.

## Résumé
En l’an 2037, un hélicoptère Little Bird de la Force de maintien de la paix des Nations unies s’écrase au Pakistan avec son équipage formé des trois officiers, l'Américain Casey Othic, la Britannique Bisesa Dutt et l’Afghan Abdikadir Omar. Les naufragés sont alors capturés par des soldats de l’empire britannique de l’an 1885 et ramenés dans la forteresse de Jamrud, sur la frontière du Nord Ouest, dans laquelle ils font connaissance avec Rudyard Kipling, jeune et encore inconnu.
Les Britanniques du XIXe siècle, commandés par le capitaine Grove, constatent rapidement, comme les soldats de la paix du XXIe siècle, que le monde qu’ils connaissaient a disparu, remplacé par des parcelles de la Terre comme volées à différentes époques depuis les premiers hommes jusqu’en 2037, et recollés bout à bout. Cette nouvelle Terre est quadrillée par d’étranges sphères en suspension, indestructibles et immobiles, que les habitants appellent des « Œils ».
Parallèlement, deux Russes, Kolya et Moussa, et une Américaine, Zabel, à bord d’une capsule Soyouz, sont témoins des transformations de la planète et prennent contact avec la radio du Little Bird. En orbite autour du nouveau monde, baptisé Mir, ils observent une source de radiation importante provenant du site de Babylone. À l'atterrissage, Moussa est décapité par des Mongols et Zabel et Kolya sont confrontés à Genghis Khan, et Zabel le convainc de conquérir Babylone, tandis que Kolya se rappelle l’horreur des campagnes mongoles.
Quant à Bisesa, Grove et leurs compagnons, ils s’allient avec Alexandre le Grand, capturé sur Mir pendant sa conquête du monde, et une partie de son armée qui décide de rentrer à Babylone. Arrivés avant les Mongols, ils découvrent que les radiations viennent d’un Œil spécial, trois fois plus gros que les autres.
Gengis Khan assiège alors Babylone et les deux armées s’affrontent. Lors de l’assaut, Kolya parvient à tuer le chef mongol dans une attaque suicide, plongeant les Mongols dans la confusion. Pendant ce temps Zabel fonce sur l’Œil, convaincu que celui-ci lui apportera un pouvoir absolu. Arrivée devant la sphère mystérieuse, Bisesa arrête sa contemporaine mais Kipling est tué lors du combat. Alexandre parvient ensuite à faire la paix avec les successeurs de Gengis Khan, plus mesurés que l’illustre empereur.
Pendant que les Grecs et Mongols reconstruisent la cité, guidés par les rescapés des époques plus modernes, Bisesa étudie sans relâche l’Œil. Celui-ci lui apprend, grâce à une sorte de télépathie, l’existence des Premiers-Nés, premiers êtres intelligents de l’univers. Ceux-ci se sont auto-attribué la responsabilité de prolonger l’existence de l’univers de la vie qu’il abrite par tous les moyens. Bisesa obtient de l’Œil qu’il la ramène chez elle, sur Terre, en 2037. Elle ne laisse sur Mir que son téléphone portable, dont la batterie est épuisée, et Josh, un Britannique du XIXe siècle, devenu son amant. L’Œil la dépose d’abord sur une Terre morte et vitrifiée illuminée par un soleil déformé, puis la ramène subitement dans son appartement londonien, où elle retrouve sa fille Myra, le lendemain du crash de l’hélicoptère. Mais le soleil qui se lève ce matin-là n’est pas ordinaire.

## Personnages

### Personnages de 2037
- Bisesa Dutt : lieutenant, observatrice britannique.
- Casey Othic : pilote américain.
- Abdikadir Omar : pilote afghan.
- Kolya et Moussa : cosmonautes russes.
- Zabel : astronaute américaine.

### Personnages de 1885
- Grove : capitaine britannique du fort de Jamrud, Pakistan.
- Batson : soldat britannique.
- Josh White : reporter américain.
- Rudyard Kipling : écrivain britannique.
- Cecil De Morgan : commerçant britannique.

### Personnages de l’époque d’Alexandre
- Alexandre le Grand : conquérant macédonien.
- Eumène : chancelier grec.

### Personnages de l’époque de Gengis Khan
- Basile : commerçant français.
- Gengis Khan : chef mongol.